# Rudy (film, 2007)
Pour les articles homonymes, voir Rudy.
Rudy, le héros des enfants, la terreur des parents ! ou Rudy, l'incorrigible petit cochon ! au Québec (Rennschwein Rudi Rüssel 2: Rudi Rennt Wieder) est un film allemand réalisé par Peter Timm en 2006. C'est le second film adapté du roman pour enfants Rennschwein Rudi Rüssel de Uwe Timm. Il fait suite au film de 1995.

## Synopsis
Nigel est un jeune garçon vivant seul avec son père Thomas depuis la mort de sa mère. Tout se passe à merveille jusqu'à l'arrivée de Rudy, un petit cochon. Et arrive aussi la nouvelle fiancée de son père : Tania, qui est venue habiter ici avec sa jeune fille Felicity.

## Distribution
- Sebastian Koch : Thomas, le père
- Sophie Von Kessel : Tania, la mère
- Maurice Teichert : Nigel
- Sina Richardt : Felicity "Feli"
- Dominique Horwitz : Einstein, l'un des voleurs
- Wolfgang Völz : Fritz
- Andreas Schmidt : Spacko, l'un des voleurs